# Фіона Шоу
Фіона Шоу (англ. Fiona Mary Shaw, *10 липня 1958) — ірландська акторка та режисер.

## Біографія
Батько Фіони Шоу офтальмолог, мати -фізик.
Закінчила Національний університет Ірландії (Корк) та Королівську академію драматичного мистецтва.

## Особисте життя
Фіона Шоу відкрита лесбійка.

## Фільмографія
- Моя ліва нога (1989)
- Троє чоловіків і маленька леді (1990)
- Джейн Ейр (1996)
- Анна Кареніна (1997)
- Месники (1998)
- Останній вересень (1999)
- Темне королівство (2000)
- Гаррі Поттер і філософський камінь (2001)
- Гаррі Поттер і таємна кімната (2002)
- Гаррі Поттер і в'язень Азкабану (2004)
- Чорна орхідея (2006)
- Перелом (2007)
- Гаррі Поттер і Орден Фенікса (2007)
- Доріан Грей (2009)
- Гаррі Поттер і смертельні реліквії: частина 1 (2010)
- Древо життя (2011)
- Гіпопотам (2017)
- Ліззі (2018)
- Колетт (2018)
- Уявні друзі (2024)
- Долина Ехо (2024)
- Те Різдво (2024)

## Нагороди
- Премія Лоуренса Олів'є (1990, 1994)
- Драма Деск (1997)
- Орден Британської Імперії